# Кобецкий, Симон (1911—1985)
Ши́мон Кобе́цкий (Симонас Кобецкас; лит. Simonas Kobeckas; пол. Szymon Kobecki; 16 августа 1911, Троки, Виленская губерния — 10 мая 1985, Вильнюс) — польский и советский литовский дорожный инженер, поэт и драматург караимского происхождения.

## Биография
Родился в 1911 году в Троках в караимской семье Александра и Барбары Кобецких. Во время Первой мировой войны Кобецкие находились в эвакуации в Пскове и Петрограде. Домой семья возвратилась в 1920 году. 
В 1930 году окончил дорожное отделение Вильнюсского техникума. С 1930 по 1939 год контролировал дорожно-строительные работы в Вильнюсском и Луцком уездах. В 1939 году вернулся в Тракай. 
После окончания Второй мировой войны работал на руководящих должностях в отделе дорожного строительства: с 1945 по 1946 год — в Тракае, с 1946 по 1948 год — в Мажейкяе, а с 1948 по 1955 год — участки дороги «Шяуляй-Йонишкис». С 1956 года работал инженером в тресте водопроводных заводов в Вильнюсе. В КПСС не состоял.
Был активным инициатором создания любительского театра общины тракайских караимов, писал пьесы, водевили, интермедии и лирические стихи. Стихи опубликованы в сборнике караимской поэзии «Karaimų eilės» (Karaj jyrlary 1989), а переводы на литовском языке — в сборнике Trakus paukščiu plasnosiu (Čypčychlej učma Trochka 1997). Писал причитания (исполняются во время похорон), сатирические стихи, эпиграммы, шутливые баллады в память об умершем. Большая часть работ осталась в рукописях. В 1980-х годах попеременно со своим зятем Михаилом Фирковичем исполнял обязанности газзана на обручениях и поминании умерших.
Умер в 1985 году в Вильнюсе.
Жена с 1937 — Евгения Кобецкая, урожд. Дубинская (1911—1987). Имел дочерей Галину, которая прославилась как активист караимской общины в Литве, и Александру (в замужестве Голашевская).